# Itaguaçu (kommun)
Itaguaçu är en kommun i Brasilien.   Den ligger i delstaten Espírito Santo, i den sydöstra delen av landet, 900 km sydost om huvudstaden Brasília. Antalet invånare är 14 134.
Följande samhällen finns i Itaguaçu:
- Itaguaçu

Omgivningarna runt Itaguaçu är huvudsakligen savann. Runt Itaguaçu är det ganska glesbefolkat, med 36 invånare per kvadratkilometer.